# 巴嘎努拉
巴嘎努拉（又名巴嘎泡子）是位于中国内蒙古自治区通辽市科尔沁左翼中旗白兴吐苏木的一个湖泊。其具体位置约为东经122°47′，北纬43°56′。湖面海拔150米，面积约1.6平方公里，主要沉积物为芒硝。巴嘎努拉来自蒙古语，意为巴嘎是小的意思，而努拉为泡子。